# Manouri
Le manoúri (grec moderne : μανούρι) est un fromage grec semi-doux à base de petit-lait de brebis ou de chèvre.

## Composition et fabrication
Traditionnellement, le manouri est issu du petit-lait ou lactosérum, sous-produit de la fabrication de la feta. Il rentre dans la catégorie des fromages frais de lactosérum. C'est au départ une façon de récupérer tous les éléments du lait. Il est cependant enrichi avec de la crème de lait brebis ou de chèvre obtenue par exemple à l'aide d'une écremeuse centrifuge. Le mélange est alors chauffé et brassé pendant 3/4 d'heure à une température de 90 °C . Puis le fromage est mis en sac pour être égoutté pendant 4 à 5 heures. Ensuite le fromage est stocké à 4-5 °C jusqu’à sa consommation.

## Mode de consommation
Le manouri est utilisé dans la cuisine (par exemple dans la spanakópita, un friand aux épinards) mais il peut aussi être mélangé à du miel. Il se consomme en salade, avec des pâtes, des poivrons, des courgettes, des aubergines ou des tomates farcies, des figues farcies ou dans un gâteau au fromage.

## Appellation d'origine protégée européenne
Le manouri est protégé par une appellation d'origine protégée depuis 1996